# Uthman
ʿUthmān, عُثمَان, är ett arabiskt mansnamn. Kända personer med namnet:
- kalifen Uthman ibn Affan (644-656)
- sultan Uthman I av Marocko (1217-1240)
- sultan Abu Said Uthman II av Marocko (1310-1331)
- sultan Abu Said Uthman III av Marocko (1399-1420)

Se även Osman, den turkiska formen av namnet.